# キム・ヨンハ
キム・ヨンハ（김용하、Yongha Kim、金用河、1974年 - ）は、大韓民国のゲームクリエイター。『ブルーアーカイブ -Blue Archive-』の統括プロデューサーを務めている。

## 経歴
浦項工科大学校で学士と修士の学位を取得している。1999年にコンピュータゲーム業界で働き始める。
2014年に、「ネクソン開発者カンファレンス2014」（NDC 14）で、サブカルチャーゲームが備えるべき要素と進路を体系的にまとめた「萌え論」を発表した。これは、プレイヤーがキャラクターに好感を持つ理由と、キャラクターに魅力を感じるポイントなどを提示したものである。この講演は聴衆から拍手喝采を受け、SNSにも口コミが広がった。
『魔法図書館キュラレ』の開発に携わった。
2021年11月に韓国で開催されたG-Star 2021でスピーチを行った。 

## 人物
日本のアニメのハードコアなファンとして知られている。サブカルチャーの専門家として講演番組やテレビ番組に出演している。

## 思想
売り上げよりもプレイヤーによる二次創作の活発さを重要視している。

## 作品
- キングダムアンダーファイア（ファンタグラム） - プログラマー
- シャイニング・ロア（ファンタグラム） - プログラマー
- マビノギ（ネクソン） - テクニカルディレクター
- マビノギ360（ネクソン） - プログラマー
- マビノギ英雄伝（ネクソン） - プログラマー
- 魔法図書館キュラレ（スマイルゲート） - プロデューサー
- FOCUS on YOU（スマイルゲート） - プロデューサー
- ブルーアーカイブ -Blue Archive-（NAT Games、Yostar） - 統括プロデューサー